# 상수 함수
수학에서 상수 함수(常數函數, 영어: constant function)는 정의역의 값에 관계없이 항상 같은 값을 갖는 함수를 말한다. 예를 들어, 함수 {\displaystyle f(x)=3}은 {\displaystyle x}의 값이 무엇이든 항상 3이라는 값을 갖는다.

## 정의
정의역 {\displaystyle X}와 공역 {\displaystyle Y} 사이의 함수 {\displaystyle f\colon X\to Y}가 주어졌다고 하자. 그렇다면 다음 조건들이 서로 동치이며, 이를 만족시키는 함수 {\displaystyle f}를 상수 함수라고 한다.
- 임의의 {\displaystyle x,x'\in X}에 대하여 {\displaystyle f(x)=f(x')}이다.
- 임의의 {\displaystyle x\in X}에 대하여 {\displaystyle f(x)=y}가 되는 {\displaystyle y\in Y}가 존재하며, {\displaystyle y}는 {\displaystyle x}에 의존하지 않는다.
- {\displaystyle X}가 공집합이거나, 또는 임의의 {\displaystyle x\in X}에 대하여 {\displaystyle f(x)=y}가 되는, {\displaystyle x}에 의존하지 않는 {\displaystyle y\in Y}가 유일하게 존재한다.
- {\displaystyle X}에 비이산 위상을 부여하고, {\displaystyle Y}에 이산 위상을 부여하였을 때, {\displaystyle f}는 연속 함수이다.

정의역 {\displaystyle X}와 공역 {\displaystyle Y} 사이의 함수 {\displaystyle f\colon X\to Y}가 주어졌다고 하고, 정의역 {\displaystyle X}에 위상 공간의 구조가 주어졌다고 하자. 그렇다면, 다음 두 조건이 서로 동치이며, 이를 만족시키는 함수 {\displaystyle f}를 국소 상수 함수(局所常數函數, 영어: locally constant function)라고 한다.
- 만약 임의의 {\displaystyle x\in X}에 대하여, {\displaystyle f|_{U}}가 상수 함수가 되는 근방 {\displaystyle U\ni x}가 존재한다.
- {\displaystyle Y}에 이산 위상을 부여하였을 때, {\displaystyle f}는 연속 함수이다.

### 상수 사상
상수 함수의 개념을 집합의 범주에서 임의의 범주로 일반화할 수 있다.
범주 {\displaystyle {\mathcal {C}}}에서, 사상 {\displaystyle f\colon X\to Y}가 다음 조건을 만족시키면 상수 사상(영어: constant morphism)이라고 한다.
- 임의의 대상 {\displaystyle W\in {\mathcal {C}}} 및 사상 {\displaystyle g,h\colon W\to X}에 대하여, {\displaystyle f\circ g=f\circ h}. 즉, 다음 그림이 가환한다.
{\displaystyle {\begin{matrix}W&\xrightarrow {h} &X\\{\scriptstyle g}\downarrow &&\downarrow \scriptstyle f\\X&{\xrightarrow[{f}]{}}&Y\end{matrix}}}

범주 {\displaystyle {\mathcal {C}}}에서, 사상 {\displaystyle f\colon X\to Y}가 다음 조건을 만족시키면 쌍대 상수 사상(영어: coconstant morphism)이라고 한다.
- 임의의 대상 {\displaystyle W\in {\mathcal {C}}} 및 사상 {\displaystyle g,h\colon X\to W}에 대하여, {\displaystyle g\circ f=h\circ f}. 즉, 다음 그림이 가환한다.
{\displaystyle {\begin{matrix}W&{\xleftarrow {h}}&X\\{\scriptstyle g}\uparrow &&\uparrow \scriptstyle f\\X&{\xleftarrow[{f}]{}}&Y\end{matrix}}}

상수 사상이자 쌍대 상수 사상인 사상을 영 사상(영어: zero morphism)이라고 한다.
범주 {\displaystyle {\mathcal {C}}} 속의 임의의 대상 {\displaystyle X,Y\in {\mathcal {C}}}에 대하여 다음 그림을 가환하게 만드는 사상 {\displaystyle 0_{XY}\colon X\to Y}가 존재한다면, {\displaystyle {\mathcal {C}}}를

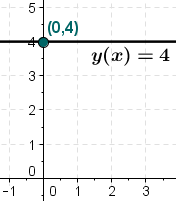

영 사상을 갖는 범주(영어: category with zero morphisms)라고 한다.
- 임의의 대상 {\displaystyle X,Y,Z\in {\mathcal {C}}} 및 사상 {\displaystyle X{\xrightarrow {f}}Y{\xrightarrow {g}}Z}에 대하여,
{\displaystyle {\begin{matrix}X&{\xrightarrow {0_{XY}}}&Y\\{\scriptstyle g}\downarrow &\searrow \scriptstyle 0_{XZ}&\downarrow \scriptstyle f\\Y&{\xrightarrow[{0_{YZ}}]{}}&Z\end{matrix}}}

이 경우, {\displaystyle 0_{XY}}들은 항상 영 사상을 이루며, 또한 주어진 범주가 영 대상을 갖는 범주라면 그 위의 {\displaystyle 0_{XY}}들의 집합은 유일하다. 영 사상을 갖는 범주의 개념은 점을 가진 집합의 (분쇄곱을 통한) 모노이드 범주 위의 풍성한 범주의 개념과 일치하며, 두 대상 사이의 영 사상은 점을 가진 사상 집합의 점과 같다.

## 성질
두 매끄러운 다양체 {\displaystyle M}, {\displaystyle N} 사이의 매끄러운 함수 {\displaystyle f\colon M\to \mathbb {R} }는 미분을 취할 수 있다. 이 경우, 다음 두 조건이 서로 동치이다.
- {\displaystyle f}의 도함수 {\displaystyle Df}는 어디서나 0이다.
- {\displaystyle f}는 상수 함수이다.

상수 함수는 (정의역에 주어진 위상에 상관없이) 국소 상수 함수이다. 또한, 함수 {\displaystyle f\colon X\to Y}에 대하여 다음 세 조건이 서로 동치이다.
- {\displaystyle X}는 상수 함수이다.
- {\displaystyle X}에 비이산 위상을 부여하였을 때, {\displaystyle X}는 국소 상수 함수이다.
- {\displaystyle X}에 임의의 위상을 부여하였을 때, {\displaystyle X}는 국소 상수 함수이다.

즉, 국소 상수 함수의 개념은 상수 함수의 개념의 일반화이다.
위상 공간 {\displaystyle X} 위의 국소 상수 함수 {\displaystyle f\colon X\to Y}가 주어졌다고 하자. 그렇다면, {\displaystyle X}의 모든 연결 성분 {\displaystyle X_{0}}에 대하여, {\displaystyle f|_{X_{0}}}는 상수 함수이다. 만약 {\displaystyle X}가 국소 연결 공간이라면 연결 성분이 열린집합을 이루며, 따라서 임의의 함수 {\displaystyle f\colon X\to Y}에 대하여 다음 두 조건이 서로 동치이다.
- {\displaystyle f}는 국소 상수 함수이다.
- {\displaystyle X}의 임의의 연결 성분 {\displaystyle X_{0}\subset X}에 대하여, {\displaystyle f|_{X_{0}}}는 상수 함수이다.

### 국소 상수 함수의 층
위상 공간 {\displaystyle X} 위에, 실수 값의 상수 함수들의 준층을 정의할 수 있다. 그러나 이는 일반적으로 층이 아니며, 그 층화는 실수 값의 국소 상수 함수들의 층이다.

### 상수 사상의 존재
끝 대상 {\displaystyle 1}을 갖는 범주에서, 상수 사상은 {\displaystyle X\to 1\to Y}의 꼴의 사상들이다. 시작 대상 {\displaystyle 0}을 갖는 범주에서, 쌍대 상수 사상은 {\displaystyle X\to 0\to Y}의 꼴의 사상들이다.
영 대상을 갖는 범주는 영 사상을 갖는 범주를 이룬다. 이 경우, 두 대상 {\displaystyle X,Y} 사이의 사상은 영 대상을 통하는 유일한 사상
{\displaystyle X\to 0\to Y}
이다.

## 예
정의역이 이산 공간인 모든 함수는 국소 상수 함수이다.
공역이 한원소 집합이거나 공집합인 모든 함수는 상수 함수이다. 정의역이 한원소 집합이거나 공집합인 모든 함수는 상수 함수이다.

### 상수 사상의 예
집합의 범주에서, 상수 사상은 상수 함수이다. 집합의 범주에서 쌍대 상수 사상은 공집합을 정의역으로 하는 함수이다.
군의 범주에서, 상수 사상 · 쌍대 상수 사상 · 영 사상의 개념이 일치하며, 이는 상이 항등원 1인 상수 함수이다.
환 {\displaystyle R} 위의 왼쪽 가군들의 범주 {\displaystyle R{\text{-Mod}}}는 영 대상을 갖는 범주이며 따라서 영 사상을 갖는다. {\displaystyle R{\text{-Mod}}}에서 영 사상은 0(가군 덧셈의 항등원)으로 가는 상수 함수이다. 가군 범주에서 상수 함수인 준동형은 영 사상밖에 없다.

## 같이 보기
- 상수층